# Xã Yale, Quận Valley, Nebraska
Xã Yale (tiếng Anh: Yale Township) là một xã thuộc quận Valley, tiểu bang Nebraska, Hoa Kỳ. Năm 2010, dân số của xã này là 58 người.